# Värmlands bronsålder
Värmlands bronsålder omfattar en del av Värmlands förhistoria från 1800 f.Kr till 500 f.Kr, efter den värmländska stenåldern. Värmland var ett område i utkanten av den nordiska bronsålderskulturen och har lämnat relativt få spår av tiden. Ett 80-tal bronsfynd har hittats varav hälften härrör från två större depåer från yngre bronsåldern, medan bara omkring tio av bronserna är gravfynd. Den kända bebyggelsen utgörs av omkring femton kända boplatser. Gravarna utgörs av rösen och stensättningar oftast med mer än en gravlagd i varje grav. Några hällristningar och så kallade kulthus är kända. Det centrala bosättningsområdet i Värmland under bronsåldern låg på Värmlandsnäs.

## Bebyggelsen
Bebyggelsens utbredning i Värmland under bronsåldern är dåligt känd. Den nuvarande kunskapen är byggd på olika slags fynd och förhistoriska lämningar, som ger en osäker uppfattning hur bebyggelsen sett ut. Den bild fornlämningarna ger varierar mycket  i olika delar av Värmland. Stora delar av Värmland har inga daterade fynd eller gravar från bronsåldern, men det är troligt att människor har utnyttjat även landskapet som saknar spår.

### Utmarksområden
Fångstgropar i dessa tomma områden har kunnat dateras till bronsåldern vid Dalby, Södra Finnskoga och i Gunnarskog. Lösa fynd  av skafthålsyxor som också användes under bronsåldern, samt flintdolkar och pilspetsar visar att människorna har brukat landskapet utanför det centrala området.

### Centrala bygden
Centralområdet har fynd av bronsföremål och gravrösen från bronsåldern och ett mindre antal bosättningar. Delar av Värmlandsnäs, området utmed Glafsfjorden och  terrängen vid Frykensjöarna har spår av tätare bosättningar. Detta gäller särskilt för södra Värmlandsnäs. Andra områden i Värmland verkar ha haft en mer gles bosättning. Ett kallare klimat med ökad nederbörd som inträffade i mitten av bronsåldern ledde till att näringsämnena lakades ur jordarna snabbare och granen kunde breda ut sig från norr mot söder.
Spåren av vad man odlade under bronsåldern är få. Olika utgrävningar har gett spår efter sädesslagen naket korn, emmer, spelt, vete och skalkorn. Osteologer har i benresterna som hittats på boplatser påvisat tamboskap som nöt och får/get. Fisket av gädda och insamling in hasselnötter kompletterade försörjningen på Värmlandsnäs.
I stora delar av Sverige expanderade bebyggelsen under yngre bronsåldern. Nya marker förvandlade först till betesmark och senare odlades de och då uppkom nya bosättningar. I Värmland finns spår efter denna expansion vid  Lennartsfors i Årjängs kommun. Studier av pollendiagram i området visar att människorna öppnade landskapet under yngre bronsåldern. Fornlämningar i Värmland bekräftar samma sak, att en odlingsexpansion  tog fart i skiftet mellan yngre bronsåldern och äldre järnåldern. Gravarna ökar i antal under perioden och de finns över en större del av landskapet än i äldre tider.
Bara cirka femton platser med lämningar efter boplatser från bronsåldern är kända från Värmland. Undersökningar vid Backegården lite norr om Årjäng, Götterstad som ligger vid Millesvik på Värmlandsnäs, Torvnäs mära Sunne och Fläskerud också på Värmlandsnäs.
Backegårdens huslämningar hade ett hus som byggdes i övergångstiden mellan yngre bronsåldern och äldre järnåldern. Huset brann ner. Det hade omfångret 14×5 meter. På boplatsen hittades många  härdar och gropar. Dessa var anlagda under bronsåldern och äldre järnåldern.
Boplatsen vid Götterstad ligger inte långt från röset i Noltorp och är samtida med dessa gravar. Boplatsen undersöktes av Värmlands Museum 2003-2004, och visade spår av långhus samt och hade ett kulturlager med ett flertal fynd. Kulturlagret gav fynd av stora mängder keramik och visade spår av metallbearbetning. Boplatsen daterades att ha använts under en lång tid från omkring 1200 f Kr ända till 500 e Kr. Boplatsen hade minst två huslämningar, en var från mitten av bronsåldern men platsen hade spår också från järnåldern, Bäst bevarade var huslämningar från yngre bronsåldern som möjligen var två till antalet. Det äldsta huset från mellersta bronsåldern var minst femton meter långt och 6,5 meter brett. Ett av de yngre husen hade måtten 12x5 meter. Boplatsen hade ett kulturlager med fynd av keramik, brända djurben och spår av metallarbete. I nedersta delen av en kokgrop påträffades också järnslagg med hög ålder, 1200–900 f Kr. Så tidigt under yngre bronsåldern tillverkades alltså järn på boplatsen.  
Torvnäs har gett blygsammare fynd men de är betydelsefulla då platsen är en del av ett område med fyra kända lokaler på  ett begränsat område. Vid Torvnäs undersöktes en del av en större boplats. På platsen fanns en kokgrop och andra gropar med flintavslag och brända djurben av nötboskap. Dateringar på Torvnäs föll under tiden mellan 1500 och 800 f Kr, alltså helt inom bronsåldern.
Boplatsen vid Fläskerud  etablerades under senneolitikum. Platsen var fortsatt bebodd under äldre bronsåldern och fram i yngre bronsåldern. En mindre byggnad 4,5×4 meter stor med en bredare öppning på 2,5 meter mot sydväst dokumenterades medan en skärvstenshög inte undersöktes.

## Bronsfynd
Bronsåldern kallas så på grund av de bronsföremål som har hittats från perioden. I inledningen av bronsåldern var det importerade föremål men snart tillverkades egna bronser i Sverige. Värmland har fynd av 80 bronser. De kan indelas i vapen som svärd och dolkar men också redskap förekommer som yxor och personliga föremål av männens rakknivar och pincetter. Vapnen är flest under den äldre bronsåldern. Under yngre bronsålder finns fler personliga föremål, smycken och detaljer som tillhörde dräkten. Denna utveckling av fynden stämmer med utvecklingen i Skandinavien.

### Gravfynd
Ett fåtal bronsfynd kommer från gravar och fynden är nästan uteslutande från äldre bronsåldern. Andra fynd har hittats i miljöer tolkade som rituella sammanhang. Vid Älvenäs hittades 1867 ett vapenfynd i ett gravröse. Det var ett bronssvärd som hittades i Älvenäs. Fyndet gjordes i ett röse under stentäkt. Svärdet låg i en mindre stenkista med bevarade ben. Svärdet daterades till cirka 1300 f Kr.

### Depåfynd
De största fynden är depåfynd från Järpetan och Rud båda daterade till yngre bronsåldern mellan 900–700 f Kr. De två depåerna innehåller 40 föremål alltså hälften av alla fynd från Värmland.
Depån i Järpetan hittades under 1920-talet under stentäkt i södra delen av  Järpetan  i Grava socken. Föremålen var deponerade mellan två jordfasta stenar på en bergssida och gömdes av en flat häll. Ett hängkärl låg överst med flera skadade föremål eller bronsbitar inuti kärlet. Bland föremålen fanns en rakkniv med bild av ett skepp, en dolk, holkyxor och tre fragment av en bronslur. Kemiska spårämnesanalyser av vissa av föremålen visade att kopparn i föremålen härstammar från södra Spanien och Tyrolen. Järpetandepån verkar vara en gömma och inte ett rituellt offer. Man har gömt trasiga bronser för att senare smälta om de till nya föremål. Det var möjligen ett lager för en lokal bronsgjutare eller en främmandes handelslager med förhoppningar på senare goda affärer, men hur det egentligen förhöll sig är dolt för oss. Fyndet beskrivs ingående av Andreas Oldeberg i artikeln Ett bronsåldersfynd från Hjärpetan i Värmland.
Fyndet vid Rud i By socken på Värmlandsnäs gjordes så tidigt som under 1840-talet. Fyndplatsen ligger drygt en mil sydost om Säffle. Fyndplatsen hyser i modern tid en flack åker. Under bronsåldern var platsen en våtmark eller  en av Vätterns grunda vikar. Fyndet utgjordes av två svärd av brons, två halsringar och fyra armband utformade som spiraler, ett hängkärl en hyska, och tre mantelspännen av typen glasögonfibula. Fynden är daterat till den yngre bronsåldern, ca 1000 - 500 f Kr. Svärden var troligen tillverkade i Bayern medan övriga föremål var nordiska. Fynd av hela föremål nedsänkta i vatten tolkas ofta som offerfynd.

## Bronshantverk
Spåren av bronshantverk i Värmland är få. Två hittade gjutformar är nästan allt. En gjutform hittades i Blia (Munkfors) och en annan i Höves strax utanför Arvika. Gjutformen från Blia är från äldre bronsåldern. I denna formen har man kunnat gjuta två skäror och i en annan del av formen en dolk (eller spjutspets). Fyndomständigheterna för gjutformen är okända så det är osäket om bronshantverk bedrevs på platsen där den hittades. Det finns inga samtida lämningar från bronsåldern i området. Gjutformen som hittades i Höves utanför Arvika var en ofärdig bara påbörjad gjutform för att gjuta holkyxor, men formen blev aldrig färdig. En ofärdig gjutformen  kan inte heller bevisa att bronshantverk bedrevs vid Höves.
En degel från bronshantverk har hittats vid Berg på Värmlandsnäs, i ett så kallat kulthus (se nedan). Denna degel hittades i ett stolphål i kulthuset. En stensättning nära kulthusert undersöktes 2007. Under stenpackningen doldes sex eller sju mindre skeppssättningar. I stensättningen hittades en annan degel under en grav. På platsen påträffades också rester av en ugn och blästermunstycken från ugnarna. Deglarna användes för att smälta brons som i gjutformarna formades till föremål. Berg är ensamt i Värmland med ett dokumenterat bronshantverk under yngre bronsåldern.

## Religion

### Gravar
Värmlands gravar från bronsåldern består av rösen och stensättningar. Byggnadsmaterialet var oftast enbart sten inte jord eller grästorvor. Som i övriga Sverige föredrog man att bygga gravar på höga platser med fri sikt gärna ut över vatten. Rösen är ofta placerade på uddar och öar. De senneolitiska hällkistorna var oftast placerade i lägre flackare rösen eller stensättningar men även bronsålderns röse kan innehålla långa hällkistor. Bronsålderns kistor täcks ofta helt av röset medan senneolitiska kistor kan ha synliga takhällar. Undersökningar av rösen har visat att de byggdes från cirka 1300 f Kr till 400 e.Kr. Gravarna befinner sig ofta på rätt stora avstånd från bosättningarna, ofta på flera kilometers avstånd. Bosättningsområdena verkar ha varit stora och möjligen har gravarna utgjort gränsmarkeringar. Värmlandsnäs är ett undantag för där är det korta avstånd mellan gravar och boplatser ibland bara 200 meter. Detta stärker bilden av en tätare bosättningar på Värmlandsnäs. Brandgravskicket dominerade från mitten av bronsåldern  och brända ben är vanliga fynd vid gravundersökningar. Obrända ben har bara hittats i få fall. De bevarades sämre i den sura miljön i rösena.

### Gravgrupper i Värmland
Värmlands har omkring 800 kända rösen vilket kan jämföras med ett tiotal funna bronser i dessa rösen. Gravgåvor i gravarna var antingen sällsynta eller har de bevarats dåligt till vår tid. Värmlands största gravröse, troligen från äldre bronsålder, är beläget vid Noltorp (Millesvik). Detta röset har dubbla kantbrätten och det är troligen påbyggt. Diametern för röset är ungefär 30 meter. Själva röset har 24 meters i diameter. Resten av rösets diameter utgörs av ett brätte kring kanten. I sin ena kant har röset en mindre stenkista, som är en sekundärgrav. Nära röset finns två  stensättningar. Mindre gravar ligger ofta nära större. Med dessa gravar har man visat sitt släktskap med de döda i den större graven. Värmlands största långröse, 65 meter långt och 7 meter brett  med 0,5 meters höjd finns på samma plats. Långröset antas innehålla  flera olika begravningar men inga av gravar på platsen är undersökta.
Vid Östra Berga i Lysviks socken i Fryksdalen ligger ett lite mindre röse med 12 meters diameter, som har sällskap av omkring tio gravar från brons- och äldre järnåldern på Frykens östsida.  Frykens norra ände har bland de nordligaste rösena i Torsby Värmland. Ett röse vid Kollsberg har 9 meters diameter och bedömts vara byggt under yngre bronsåldern. En stensättning med 7 meters diameter ligger strax intill röset.

### Undersökningar av gravar
Några undersökta gravar av typen röse/stensättningar i Värmland har gett viktiga resultat. Särskilt tre kan nämnas Älvenäs  vid Rayonfrabriken, Nödviksudden vid Säffle och  Backenäset  i Töcksmark. Rösena vid Älvenäs kunde dateras till en längre period de äldsta från 1300 f Kr men platsen hade gravar ända till romerska järnålderns slut 400 e Kr. Två av de tio större rösena vid Älvenäs var 10,5 och 11 meter i diameter. Rösena innehöll tre eller fyra begravningar med dateringar från 1410-810 f Kr. Fynden av brända ben härstammade från individer med varierande ålder från 18 till 65 år gamla. De bevarade benen kom i huvudsak från kranium men alla delar av skeletten var representerade. I ett röse påträffades ett bronssvärd från omkring 1300 f Kr och i samma röse påträffades också en rakkniv av brons. Rakkniven var yngre och tillhörde tiden 1100-900 f Kr.
Centralgraven i Nödviksuddens röse daterades däremot till yngre bronsålder 900–800 f Kr. Nödviksuddens röse hade 9 meters diameter. Utgrävningen visade att röset hade 4 begravningar från yngre bronsålder 900-800 f Kr. En  sekundär grav, i röset var en urnegrav. I urnan hittades brända människoben och en skrapa av flinta. Rösets inre konstruktioner hade en stencirkel och en liten gravkista. Backenäsets stensättning kunde bara dateras ungefärligt till slutet av bronsålder början av järnåldern 700-300 f Kr. Rösen och stensättningar har sällan anlagts för bara en person. Älvenäs och Nödviksudden ger bevis att tre eller fler begravningar kan finnas i varje röse. Nödviksuddens röse hade begravda som var unga individer blandat med äldre och samma mönster återfanns i Älvenäs.

### Hällristningar
I Värmland  finns fyra kända hällristningar med figurer alla är funna på Värmlandsnäs. Vid Ulvudden  i Eskilsäter finns en ristning med  sju eller åtta ristade skepp och dessutom omkring 70 skålgropar. Skålgropar är mindre gropar som huggits in i hällen. Stilen daterar ristningarna av skeppen till den yngre bronsåldern och den äldre järnåldern.
Det finns två ristningar till i Eskilsäter. De har hittats vid Valdersrud. Dessa ristningar är täckta och kan inte beses. En hällen är ristad med koncentriska cirklar, skepp, ormar, och en häst, några människofiguer samt fler än över 140 skålgropar. Ett kulturlager nära ristningen har arkeologiskt blivit daterat till inledningen av yngre bronsåldern. Kulturlagret gav fynd av skörbränd sten, brända ben, keramik och kol. Platsen hade använts en längre tid och de yngsta dateringarna är från  500-talet e Kr. 2009 hittades en ristning bara 50 meter öster den redan kända ristningen. Denna är mindre med ett skepp och tre skålgropar. Även här fanns kulturlager.
Skålgropar är spridda över Värmland med lokaler från Värmlandsnäs och norrut  till Östra Ämtervik. Skålgropar har alltså en större spridning i Värmland. De flesta skålgropar är bara enstaka fynd, medan Åmot i Brunskog och Skoghall på Hammarö, har lokaler med över hundra skålgropar.
En annan lokal med många skålgropar är Hargene en bit söder om Säffle. Den platsen fungerade som kultplats från omkring 700 f Kr till 600 e Kr alltså under nära 1000 år enligt utgrävningsresultat. Eldar har tänts på berget intill skålgroparna. Depositioner av trasig keramik, flinta, vävtyngder, slagg och brända ben hittades nedanför berget.

### Kulthus
Om platser med många skålgropar i vissa fall tjänat som kultplatser så har det även funnits andra slags kultplatser samtidigt. Så kallade kulthus har påträffats på åtta platser i Värmland. Tre av dessa ligger i Millesvik på Värmlandsnäs, medan det största ligger på Lappnäsudden strax norr om Sunne. Kulthuset på Lappnäsudden är 20×8, 5 meter stort och ligger på ett gravfält med rösen och stensättningar.
Två kulthus har blivit undersökta. Det ena vid Berg i Millesvik på Värmlandsnäs undersöktes 2007. Berg ligger i det centrala området med tätast lämningarna från bronsåldern och äldre järnåldernt i Värmland. Undersökningen ägde rum 2007. De äldsta spåren på platsen var ett så kallat kulthus av en typ med stolpar. Nära låg  plats för bronsgjutning, den enda säkert dokumenterade från bronsåldern i Värmland. Huset hade en husliknande lämning med stolphål, med måtten 9×9 meter. På platsen gjordes fynd av malstenar och deglar använda vid för bronsgjutning. Fynden innefattade skrapor av flinta, keramik och brända ben härstammande från både människor och djur.  Kulthuset daterades till ungefär 800 f Kr (mer exakt 835–785 BC) och platsen för bronsgjutning är tolkad som samtida. Tolkningen baseras på  liknande fragment av deglar hittades i kulthusets stolphål samt på platsen för gjutning bara tio meter från kulthuset. Gjutningsplatsen överbyggdes senare med en rund stensättning. Stensättningen anlades före 400 BC, eftersom brända ben i denna kunde dateras till denna tid. Omkring 400 BC byggas stensättningen om. Man bygger flera skeppsliknande gravar delvis inbyggda i stensättningen, delvis nära denna. Totalt blev det sex, eller sju skeppsgravar på platsen. Dateringarna av gravarna visar att tre av gravarna anlades 400–100 BC. De andra är senare troligen från romersk järnålder, men de saknar C4-datering då provmaterialet var för litet. Att de anlagts senare framgår av gravarnas placering. Efter detta skapades en större stenpackning som bildade en stor stensättning med måtten 24×18 meter stor. 
Det andra undersökta kulthuset finns också i Millesvik vid Åsen. Det utgörs av grund av sten med måtten 16×10,5–13 meter alltså med större bredd i ena ändan. Detta kulthus finns på ett gravfält med nästan trettio synliga gravar. De äldre gravarna är troligen äldre bronsåldersgravar. Det utgrävda kulthuset innehöll bara en stensättning med ett litet benfragment och var fyndtomt förutom mindre bitar av kvarts. Två skålgropar påträffades på stenar i husets kantkedja. De två skålgroparna fanns på ett block i norra delen av huset.  Kulthuset hade blivit ombyggt under förromersk järnålder och fått funktion som grav istället för rituell plats.
Också kulthuset vid Lappnäsudden i Sunne ligger på ett gravfält med rösen och stensättningar. Kulthuset mått är 20×8 meter. Gravfältet på Lappnäsudden finns öster om Fryken, lokaliserat mellan Sunne och Torsby. Kulthuset tros vara från äldre bronsåldern.